# Hans Prähofer
Hans Prähofer (* 29. September 1920 in Traunstein; † 6. November 2005 in München) war ein deutscher Maler, Bildhauer, Grafiker und Schriftsteller.

## Leben
Hans Prähofer wurde in Traunstein geboren, wuchs aber in Mühldorf am Inn auf. Er studierte Bildende Künste bei Adolf Schinnerer an der Akademie der Bildenden Künste in München. Parallel musste er auf Wunsch seines Vaters eine Metzgerlehre absolvieren, 1937 wurde er Soldat und zwei Jahre später in den Kriegsdienst eingezogen. Nach dem Zweiten Weltkrieg arbeitete Prähofer zunächst als Journalist beim Oberbayerischen Volksblatt und schrieb Gerichts- und Polizeiberichte.
Anfang der 1950er-Jahre zog Prähofer nach München. Hier entstand der autobiographische Roman „Die Drachenschaukel“ mit dem er bekannt wurde.
Die Bilder und Werke von Prähofer zeigen eine weite Begabung vom einfachen Pinselstrich über Druckgrafik, Wandbild und Glätte-Technik zum Glasfenster, Metall-Relief und Kunst am Bau. Er hatte Einzelausstellungen in der Schweiz, in New York City, Detroit, Berlin und München.

## Auszeichnungen
- 1991: Bayerischer Poetentaler
- 2004: Bundesverdienstkreuz 1. Klasse